# Оукланд (Мериленд)
Оукланд (енгл. Oakland) град је у америчкој савезној држави Мериленд.

## Демографија
По попису из 2010. године број становника је 1.925, што је 5 (-0,3%) становника мање него 2000. године.
| Група             | 2000.         | 2010.         |
| Белци             | 1.883 (97,6%) | 1.875 (97,4%) |
| Афроамериканци    | 14 (0,7%)     | 4 (0,2%)      |
| Азијати           | 11 (0,6%)     | 11 (0,6%)     |
| Хиспаноамериканци | 15 (0,8%)     | 13 (0,7%)     |
| Укупно            | 1.930         | 1.925         |